# Monastero Bormida
Monastero Bormida es una localidad y comune italiana de la provincia de Asti, región de Piamonte, con 987 habitantes.

## Evolución demográfica
| Gráfica de evolución demográfica de Monastero Bormida entre 1861 y 2001 |
|                                                                         |
| Fuente ISTAT - elaboración gráfica de Wikipedia                         |